# Municipio de Summit (condado de O'Brien)
El municipio de Summit (en inglés: Summit Township) es un municipio ubicado en el condado de O'Brien en el estado estadounidense de Iowa. En el año 2010 tenía una población de 638 habitantes y una densidad poblacional de 6,86 personas por km².

## Geografía
El municipio de Summit se encuentra ubicado en las coordenadas 43°7′41″N 95°41′00″O / 43.12806, -95.68333. Según la Oficina del Censo de los Estados Unidos, el municipio tiene una superficie total de 93.01 km², de la cual 93,01 km² corresponden a tierra firme y (0 %) 0 km² es agua.

## Demografía
Según el censo de 2010, había 638 personas residiendo en el municipio de Summit. La densidad de población era de 6,86 hab./km². De los 638 habitantes, el municipio de Summit estaba compuesto por el 95,3 % blancos, el 0,47 % eran afroamericanos, el 0,47 % eran amerindios, el 0,78 % eran asiáticos, el 2,04 % eran de otras razas y el 0,94 % eran de una mezcla de razas. Del total de la población el 2,51 % eran hispanos o latinos de cualquier raza.